# Travišče
Travišče je površina, na katerih prevladujejo trave in druge zelnate rastline.
Travišča so prisotna na vseh celinah razen na Antarktiki. V zmernem pasu, v severovzhodni Evropi in Severni Ameriki sestavljajo travišča trajnice, v toplejših pasovih pa je na traviščih prisoten večji odstotek enoletnih zeli.
Pod klimatsko gozdno mejo zavzemajo naravne travniške združbe zelo majhne površine, pa še te ostanejo v naravi le dokler jih vzdržuje človek. Brez njegovega posredovanja bi v Evropi gozdovi pokrivali celotno ozemlje razen barij, močvirnih travnikov ter sveta nad gozdno mejo.